# Серый щелкун
Серый щелкун, или рябоватый щелкун (лат. Agrypnus murinus) — вид жуков подсемейства Agrypninae внутри семейства щелкунов (Elateridae). Жуки активны в дневное время суток; встречаются как под пологом так и на открытых пространствах. Личинки встречаются под пологом, иногда на пахоте.

## Распространение
Вид распространён в Европе. На территории бывшего СССР водится в европейской части и Западной Сибири.

## Описание

### Имаго
Имаго длиной от 11 до 13 мм, легко определить по пятнистой и волосистой верхней стороне тела. Тело довольно широкое. 

### Личинка
Проволочник в длину достигает 32 мм, слегка уплощена, широкая, остро вырезанная щель делит его на две части, тонко-цилиндрическая, сильно хитинизирована, имеет жёлто-коричневый окрас с темно-коричневой головой, грудью и последним сегментом брюшка, который почти параллельный и по сторонам имеет 5 пар мощных зубов, а также имеет короткие ноги.
Переднегрудной сегмент значительно короче суммы двух последующих. Края площадки каудального сегмента с шестью-семью острыми хитинизированными бугорками, наружные ветви урогомф в два раза шире и значительно длиннее внутренних урогомф.

## Экология
Населяет леса и лесостепные зоны. Личинки являются хищниками и фитофагами; они могут питаться как насекомыми так и корнями растений.

## Галерея

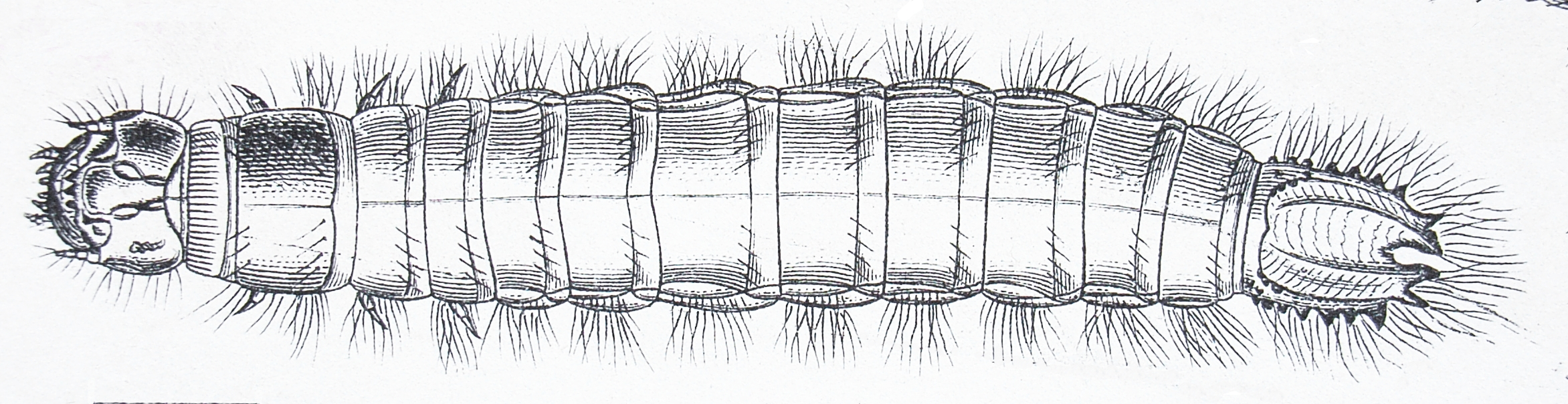
Личинка серого щелкуна
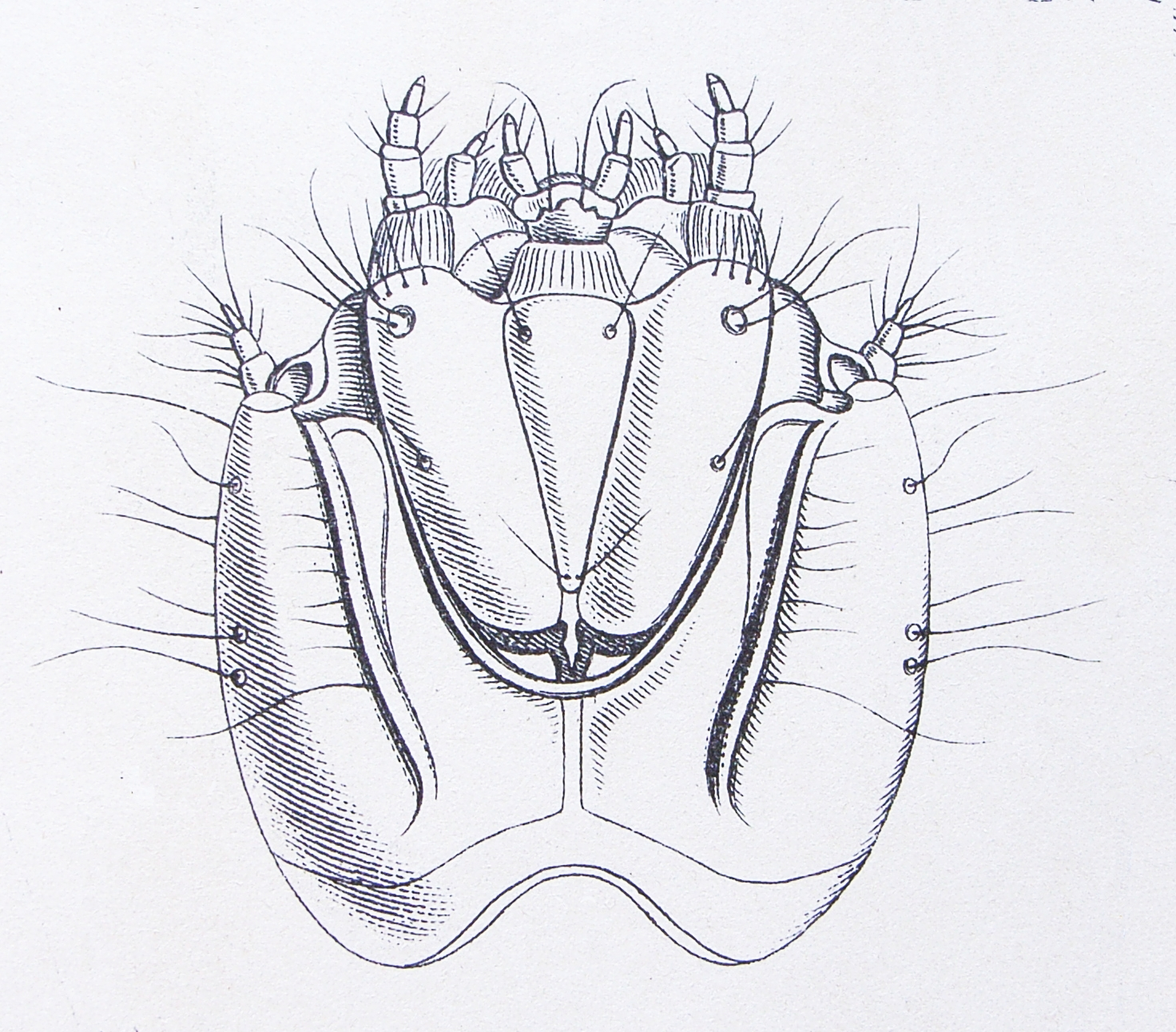
Голова личинки серого щелкуна
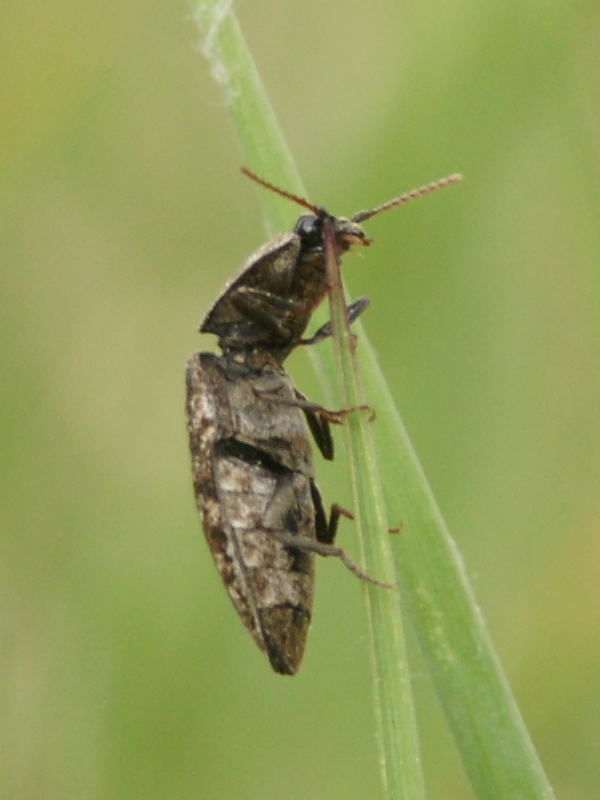
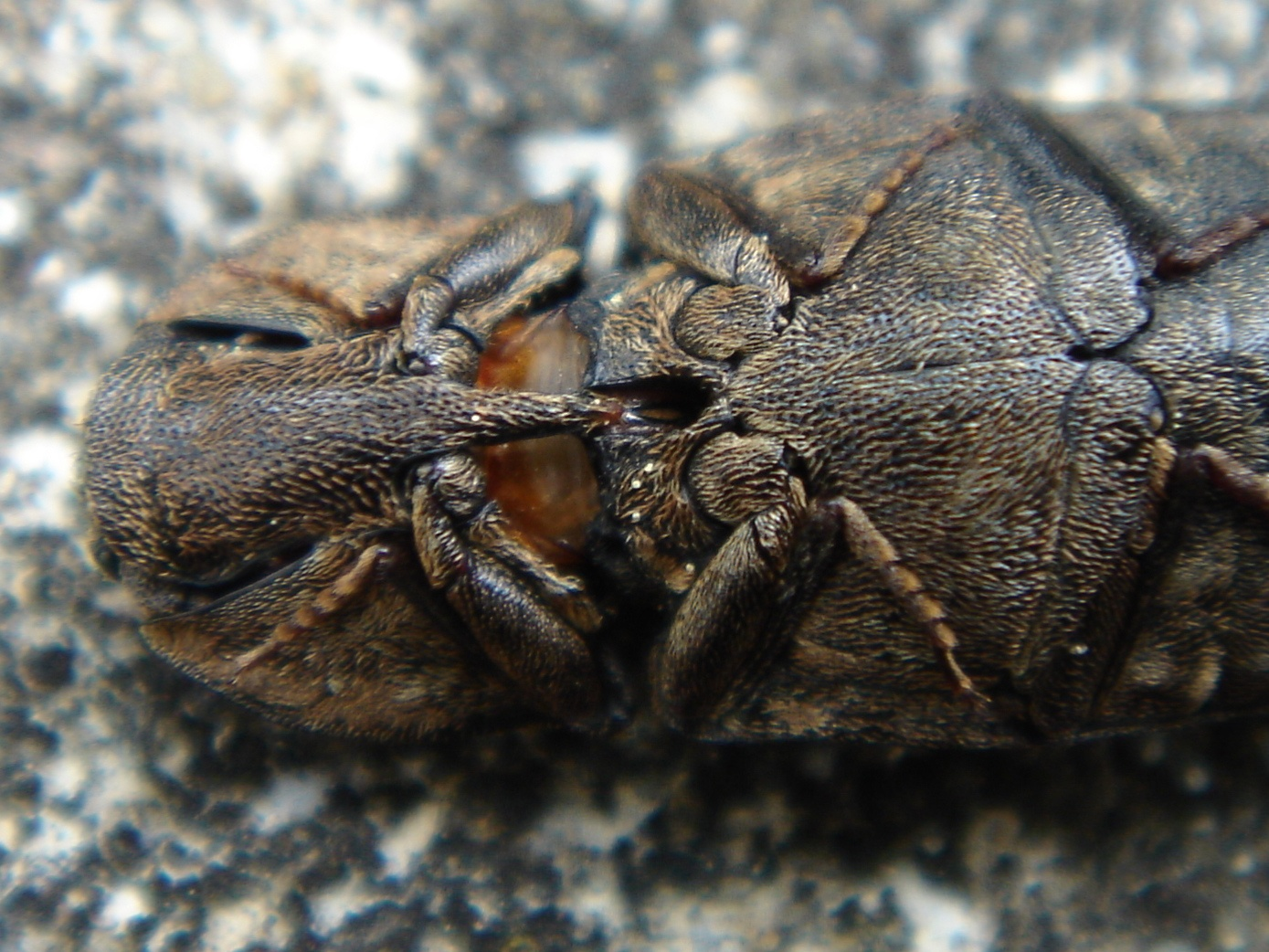